# Sheilah Martin

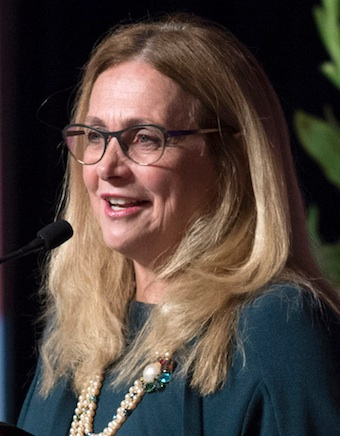
Sheilah Martin (2018)

Sheilah Louise Martin (* 31. Mai 1956 in Montreal) ist eine kanadische Juristin. Sie ist seit 2017 Richterin am Obersten Gerichtshof Kanadas.

## Leben und Wirken
Martin studierte ab 1976 Rechtswissenschaften an der McGill University, wo sie 1981 in Civil Law und in Common Law den Bachelor of Laws erwarb. Anschließend arbeitete sie als Forschungsassistentin an der University of Calgary. An der University of Alberta erwarb sie 1983 den Master of Laws. 1989 wurde sie in die Anwaltskammer von Alberta aufgenommen. Nach ihrer Promotion zur Dr. iur. an der University of Toronto 1991 trat Martin eine Stelle als Dozentin an der University of Calgary, wo sie zugleich stellvertretende Dekanin der rechtswissenschaftlichen Fakultät wurde. 1992 wurde sie zur ordentlichen Professorin und zur Dekanin ernannt. Ihre Vorlesungen waren thematisch breit aufgestellt und befassten sich unter anderem mit Handelsrecht, feministischer Rechtstheorie und Verfassungsrecht.
Neben ihrer akademischen Tätigkeit als Professorin an der University of Calgary war Martin als Rechtsanwältin in einer Kanzlei in Calgary tätig. Hier trat sie unter anderem als Strafverteidigerin auf, war aber auch in verfassungsrechtlichen Streitigkeiten vor dem Obersten Gerichtshof Kanadas aktiv. Unter anderem vertrat sie pro bono den Women's Legal Education and Action Fund und die Alberta Association of Sexual Assault Centres. Ab 2000 war sie als Beraterin in einer Kommission zur Erarbeitung eines Wiedergutmachungssystems für Schäden, die durch den erzwungenen Besuch indigener Kinder in Residential Schools verursacht wurden, eingesetzt wurde. Die Arbeit der Kommission resultierte im Indian Residential Schools Settlement Agreement.
2005 wechselte sie fest in den Justizdienst und wurde als Richterin an den Court of Queen’s Bench for Alberta berufen. Seit 2009 war sie auch als stellvertretende Richterin am Obersten Gerichtshof des Yukon tätig. Im Jahr 2016 wurde sie an die Berufungsgerichte von Alberta, den Nordwest-Territorien und Nunavut berufen. Ganz gab sie die Lehre aber auch während ihrer richterlichen Tätigkeit nicht auf. So war sie unter anderem Mitglied des Bildungsausschusses des Canadian Judicial Council und hat mit verschiedenen Organisationen an Programmen zur Richterschulung zusammengearbeitet.
Am 18. Dezember 2017 wurde sie von Justin Trudeau an den Obersten Gerichtshof von Kanada berufen. Während ihrer Zeit als Richterin war Martin an mehreren bemerkenswerten Entscheidungen beteiligt. Im Jahr 2018 hob sie mit ihrer ersten schriftlichen Entscheidung den von der Regierung Stephen Harper eingeführten obligatorischen victim surcharages, eine Art Strafzahlung, auf. Martin verfasste auch die Mehrheitsentscheidung in der einstimmigen Gerichtsentscheidung vom Juli 2022, wonach eine Person, die Geschlechtsverkehr mit einer Person ohne Kondom und ohne deren Zustimmung hat, wegen sexueller Nötigung verurteilt werden kann.
Ihre Amtszeit am Obersten Gerichtshof Kanadas wird planmäßig mit dem Erreichen der Altersgrenze von 75 Jahren am 31. Mai 2031 enden.